# Speyeria astarte
Speyeria astarte är en fjärilsart som beskrevs av Edwards 1864. Speyeria astarte ingår i släktet Speyeria och familjen praktfjärilar. Inga underarter finns listade i Catalogue of Life.